# تأريخ الحمض الأميني
تأريخ الحمض الأميني او بالانجليزية (Amino acid dating) هي تقنية تستخدم في علم الآثار والجيولوجيا لتحديد العمر النسبي للعينات الأحفورية أو العظام أو المواد العضوية الأخرى. هذه التقنية تعتمد على تحليل التغيرات الكيميائية التي تحدث في الأحماض الأمينية الموجودة في هذه المواد بمرور الوقت.

البنية العامة للحمض الأميني.

## مبدأ العمل
الأحماض الأمينية هي مركبات كيميائية تشكل الأساس للبروتينات. عند موت الكائن الحي، تبدأ الأحماض الأمينية في التدهور بمرور الوقت. هذا التدهور يحدث بسرعة مختلفة بالنسبة لكل حمض أميني، وبالتالي يمكن استخدام هذه التغيرات لتحديد العمر النسبي للعينة.

## الأنواع الرئيسية للأحماض الأمينية

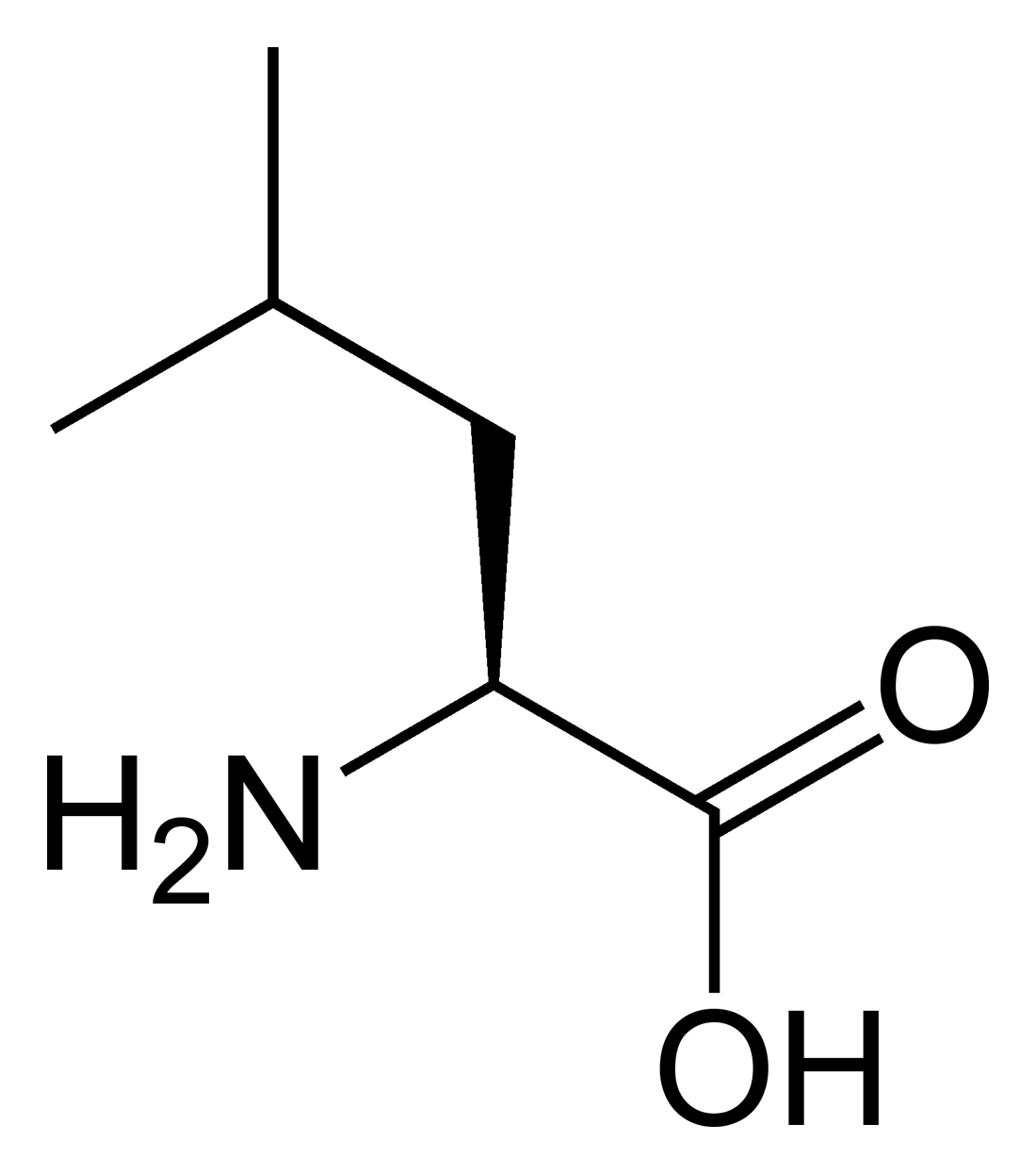
هيكل الليوسين-L

هناك عشرون نوعًا من الأحماض الأمينية التي تشكل البروتينات، هناك نوعان رئيسيان من الأحماض الأمينية التي تستخدم في تأريخ الحمض الأميني: الأيزوليوسين (Ile) والليوسين (Leu).

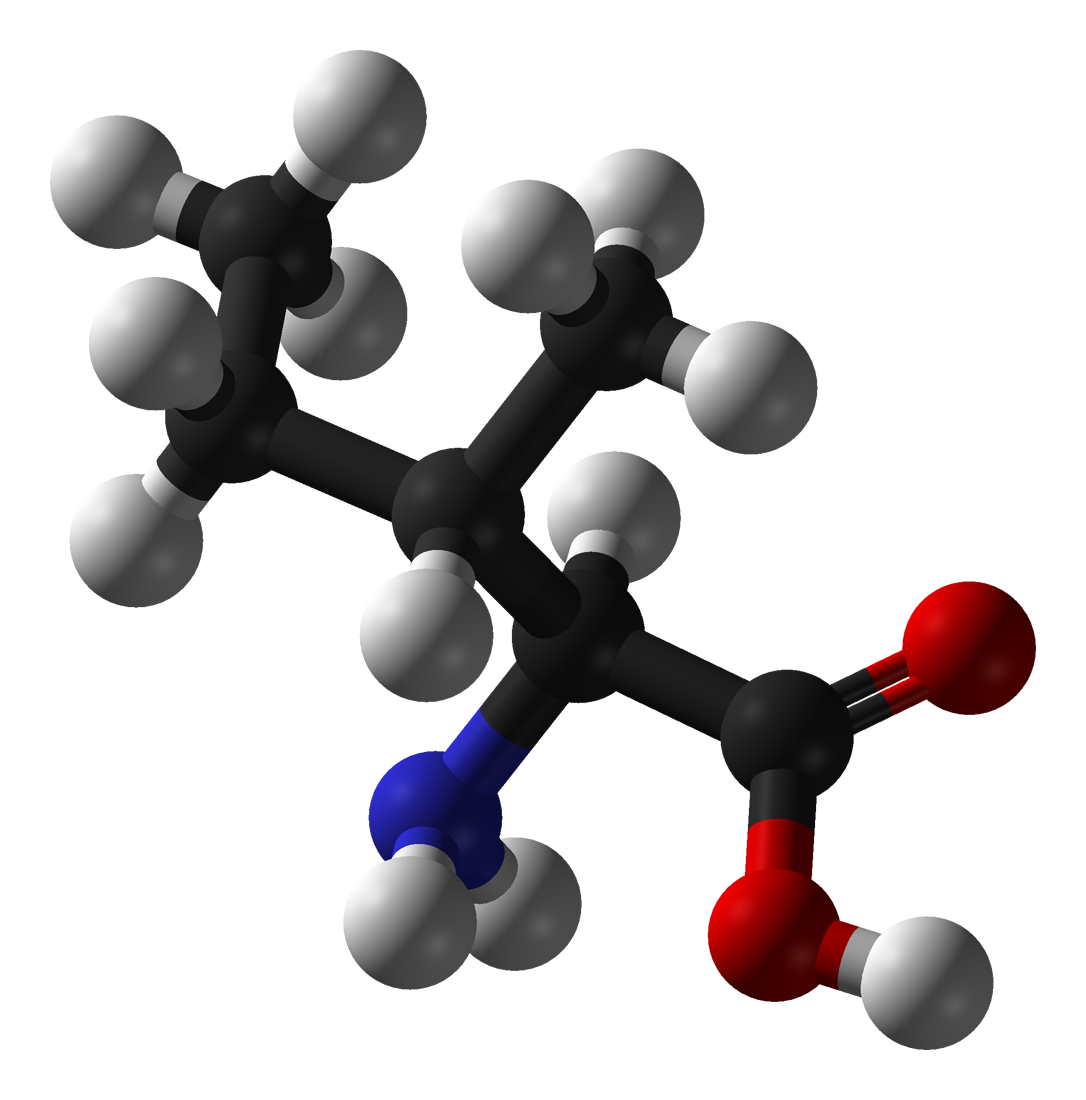
إيزوليوسين

## التغيرات الكيميائية
عند موت الكائن الحي، تبدأ الأحماض الأمينية في التدهور بمرور الوقت. هذا التدهور يحدث بسرعة مختلفة بالنسبة لكل حمض أميني. على سبيل المثال، الأيزوليوسين يتحول إلى أليزوليوسين (allo-Ile) بمرور الوقت، بينما الليوسين يتحول إلى دي-ليوسين (D-Leu).

## التقنيات المستخدمة
هناك عدة تقنيات تستخدم في تأريخ الحمض الأميني، بما في ذلك:
- تقنية الكروماتوغرافيا السائلة عالية الأداء بالانجليزية HPLC (High-Performance Liquid Chromatography): هذه التقنية تستخدم لتحليل الأحماض الأمينية الموجودة في العينة.
- تقنية كروماتوغرافيا الغاز-مطيافية الكتلة  بالانجليزية GC-MS (Gas Chromatography-Mass Spectrometry): هذه التقنية تستخدم لتحليل الأحماض الأمينية الموجودة في العينة.
- تقنية مطيافية الكتلة لنسبة النظائر بالانجليزيةIRMS (Isotope Ratio Mass Spectrometry): هذه التقنية تستخدم لتحليل النسبة بين النظائر المختلفة للأحماض الأمينية.

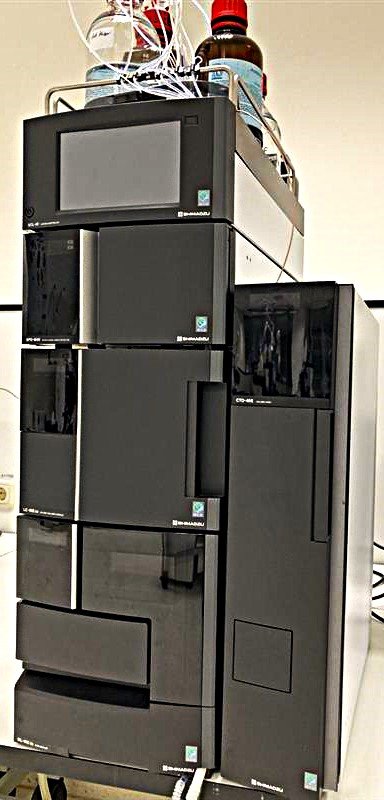
جهاز كروماتوغرافيا سائلة حديثة عالية الأداء ومكتفية ذاتيًا

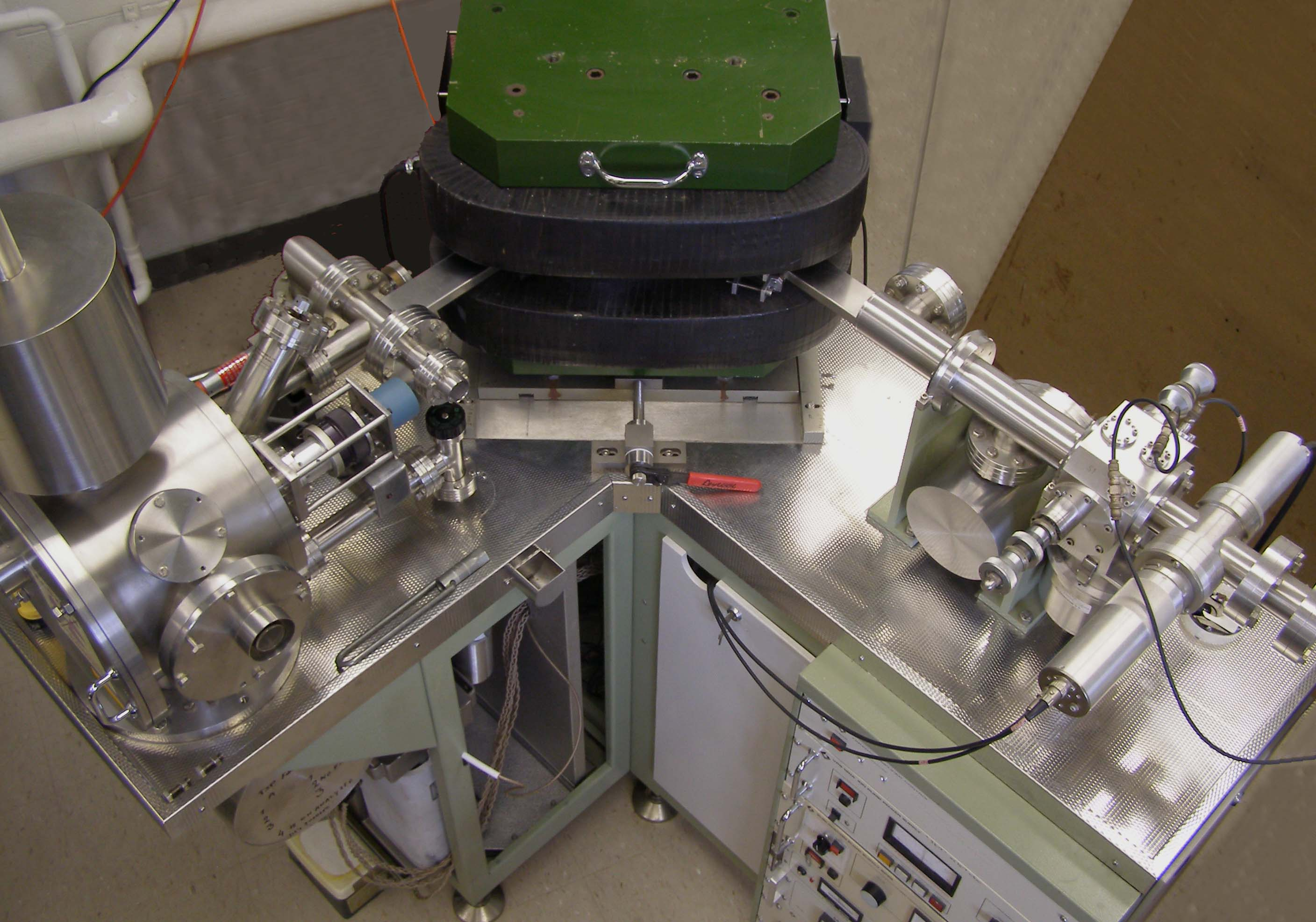
مطياف الكتلة القطاعي المغناطيسي المستخدم في تحليل نسبة النظائر، من خلال التأين الحراري

## التطبيقات
تأريخ الحمض الأميني لها تطبيقات عديدة في علم الآثار والجيولوجيا، بما في ذلك:
- تحديد العمر النسبي للعينات الأحفورية أو العظام أو المواد العضوية الأخرى.
- تحديد تاريخ الأحداث الجيولوجية أو الأثرية.
- تحديد أصل المواد العضوية.

## اقرأ أيضا
- تأريخ بالكربون المشع
- تأريخ بالمسار الإنشطاري
- شيفرة جينية
- حمض أميني ضروري
- إيزوليوسين
- تأريخ إشعاعي

## المواقع الإلكترونية
- موقع جامعة كاليفورنيا، بيركلي
- موقع جامعة هارفارد